# Khalid Jalal
Khalid Jalal (Arabic:خالد جلال) (sinh ngày 5 tháng 4 năm 1991) là một cầu thủ bóng đá người Các Tiểu vương quốc Ả Rập Thống nhất. Hiện tại anh thi đấu cho Al Nasr.